# صفرابسته
صفرابسته، روستایی از توابع بخش کیاشهر ، شهرستان آستانه اشرفیه در استان گیلان ایران است.

## جمعیت
این روستا در شهرستان آستانه اشرفیه ، بخش کیاشهر قرار دارد و براساس سرشماری مرکز آمار ایران در سال ۱۳۸۵، جمعیت آن ۱٬۲۵۸ نفر (۳۳۸خانوار) بوده‌است.
ضمناً صفرابسته به ۳ روستا با فاصله‌های مسافتی به هم نزدیک تقسیم شده که بعنوان صفرابسته بالا محله، میان‌محله و پایین محله قابل شناسایی می‌باشد.
گیلان - رشت آستانه اشرفیه، جاده کیاشهر بعد از تمچال
معرفی روستای صفرا بسته در دل طبیعت های استان گیلان روستایی تحت عنوان صفرا بسته وجود دارد که قدمتش ویژگی ایست که هر گردشگری را جذب می کند تا زیبایی هایش را با چشم دل ببیند ؛ این روستا حدود 1500 سال قدمت دارد و 1258 نفر جمعیتش را تشکیل داده اند. مسیری که باید طی کنید تا به خود روستا برسید جاده ایست که به شما این حس را می دهد که از درون یک تابلوی نقاشی گذر کرده اید. جاده اش به صورت تونلی زیبا از درختان توسکا به پیشواز شما می آیند تا از ثانیه به ثانیه مسیر لذت ببرید , طول جاده حدود 2 کیلومتر است. رنگبندی این درختان توسکا و جاده های تونلی حیرت آور در فصل های بهار و پاییز به خاص ترین حالت ممکن خود می رسند. روستای توریستی صفرا بسته جزو دهستان دهسر بندر کیاشهر به حساب می آید , دهسر در 9 کیلومتری شمال شهرستان آستانه اشرفیه قرار دارد. به عبارتی دشتی است که آب و هوای معتدل و مرطوبش آن را دوست داشتنی تر کرده است . این روستا حس نابش آن است که از دل جاده های جنگلی و تونلی عبور می کنید و نهایتا پس از عبور از روستا به ساحل زیبای کیاشهر می رسید همانطور که مبهوت سرسبزی جاده می شوید از عمق آرامش و سکوتی هم که پا برجاست لذت خواهید برد. هنگاهی که به روستا رسیدید یک منطقه بکر را مشاهده می کنید که با کمی دقت می توانید به قدمت دو قرن آن پی ببرید در طی مسیر روستا زنانی را می بینید که مشغول پخت نان های محلی هستند امکان ندارد بوی خوش این نان ها به مشامتان برسد و بتوانید آن ها را امتحان نکنید. به دلیل بکر بودن و سرسبز بودنش گردشگران داخلی و خارجی زیادی را به سمت و سوی خود کشانده است. راه دسترسی به جاده و روستای صفرا بسته برای اینکه ابتدا به جاده و سپس به روستای صفرا بسته برسید می توانید از طریق میدان جمهوری اسلامی شهرستان آستانه اشرفیه به سمت کیاشهر بروید و حدود 5 کیلومتر را طی کنید تا به تابلوی روستای صفرا بسته برسید. فراموش نکنید که تمام دو کیلومتر جاده ای که پیش رو دارید تا به روستا برسید لذت ببرید چرا که در طی مسیر پر از جاده های خاکی فرعی وجود دارد که دیدنی هستند و برای توقف , رفع خستکی و گرفتن انرژی ای دوباره گزینه ی عالی هستند. جانوران و پرندگان منطقه شغال , روباه , قرقاول , گراز و خرگوش جانوران و پرندگانی هستند که اگر خوش شانس باشید در این سفرتان خواهید دید... کار اهالی روستا: اهالی این روستا به کارهایی نظیر کشاورزی , باغداری , دامداری , پرورش کرم ابریشم و ماهیگیری مشغولند. برنج , تره بار و مرکبات هم محصولاتی هستند که فراورده هایشان به حساب می آیند. سوغات: برنج , کدو , بادمجان , فلفل سبز , سیر , پیاز , خربزه محلی , انواع ماهی , نان های محلی و صنایع دستی از جمله گزینه های شما برای انتخاب سوغات هستند. امکانات: دو هتل تحت نام های دریا کنار کیاشهر و دهدار آستانه اشرفیه در این منطقه وجود دارد علاوه بر آن رستوران های متعددی هم برای پذیرایی از شما انتظار می کشند.